# Stilbia concolor
Stilbia concolor là một loài bướm đêm trong họ Noctuidae.